# Oog van Horus

Oog van Horus

Het Oog van Ra is de oorspronkelijke naam van het Oog van Horus. Het Oog van Ra symboliseerde in de mythologie van het Oude Egypte de vrouwelijke zon (Sechmet), terwijl Amon het mannelijke aspect van de zon symboliseerde.
Het oog van Horus is opgebouwd uit verschillende onderdelen, en wordt dan de wadjet genoemd. Tezamen beslaan zij één heqat. De afzonderlijke onderdelen van het oog staan voor de zintuigen: ruiken, zien, denken, horen, proeven en voelen. De verdeling is als volgt:
- 1/64 heqat voelen
- 1/32 heqat proeven
- 1/16 heqat horen
- 1/8 heqat denken
- 1/4 heqat zien
- 1/2 heqat ruiken

## Symboliek
Het oog van Horus – het alziend oog – is een veel gezien symbool in films en boeken over het Oude Egypte.
Er wordt wel gezegd dat het symbool achter op een $1-biljet, de piramide met daarboven een oog, het oog van Horus voorstelt. Complotdenkers zien dit als een verwijzing naar de Illuminati.
Het album Eye in the Sky van The Alan Parsons Project en het album Vision Thing van The Sisters of Mercy hebben het oog van Horus op de hoes. Het oog van Horus is verder een vaak voorkomend element in Het Huis Anubis en komt terug in de film Now You See Me.
Het oog van Horus wordt ook wel gebruikt als amulet ter bescherming tegen het boze oog.

## Afbeeldingen

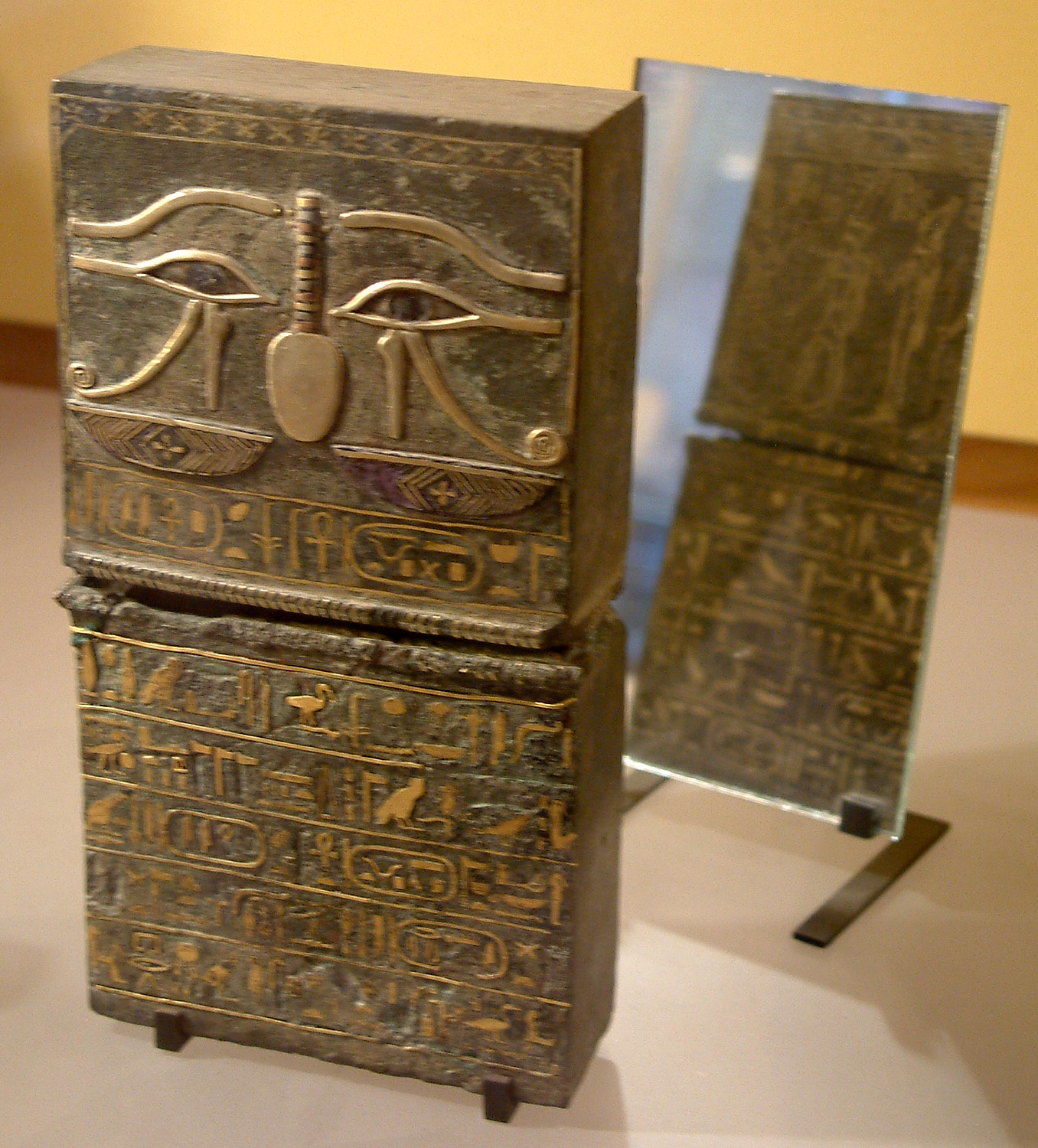
Versierde houten kist
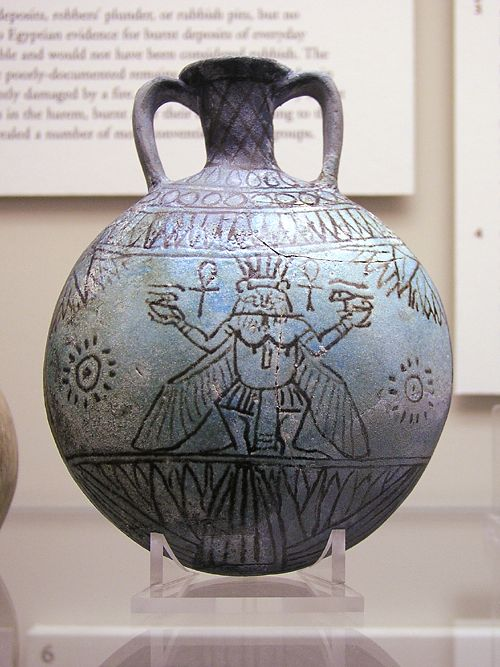
Geglazuurd aardewerk, Bes met ogen
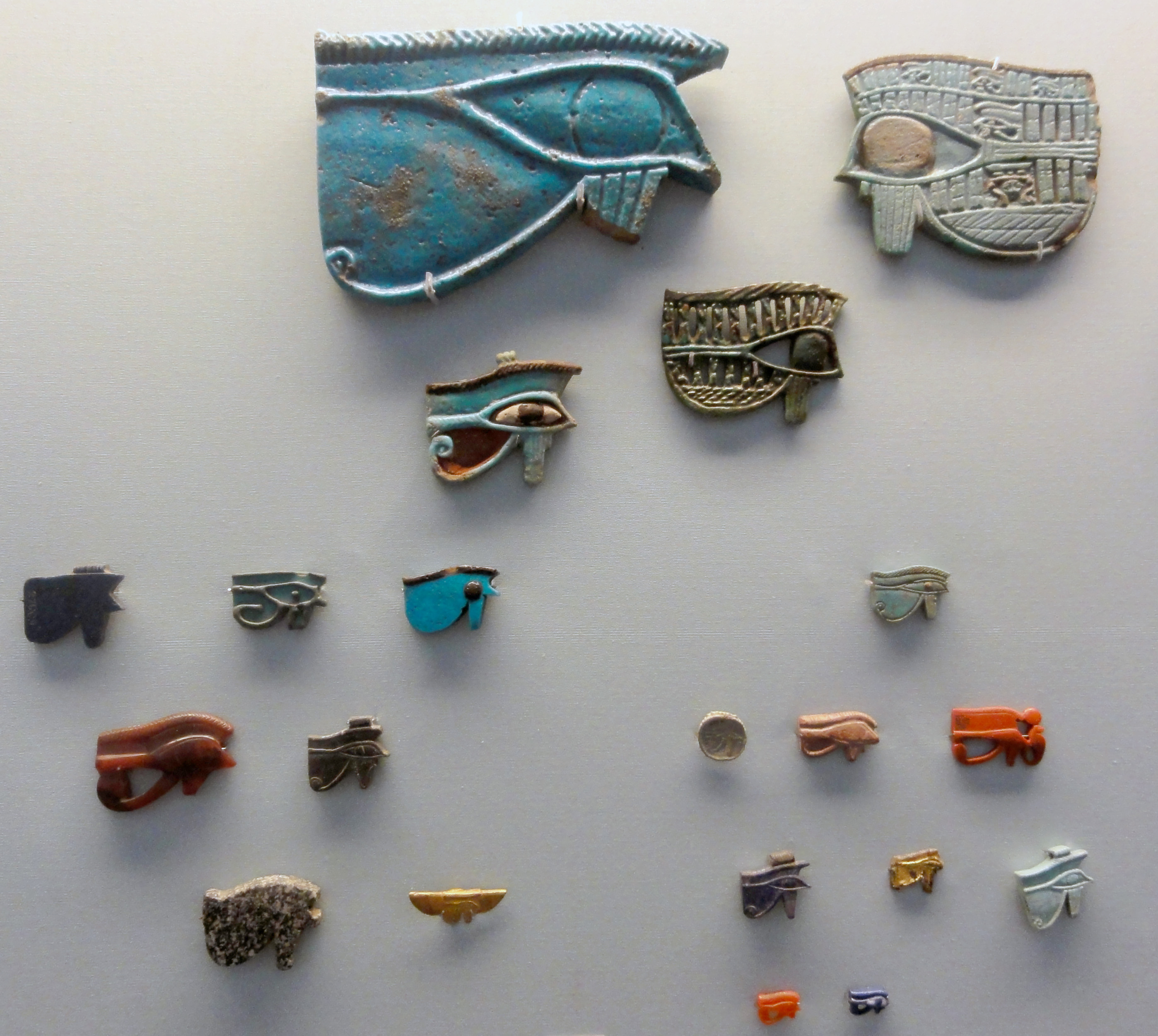
Collectie amuletten in het British Museum kamer 62
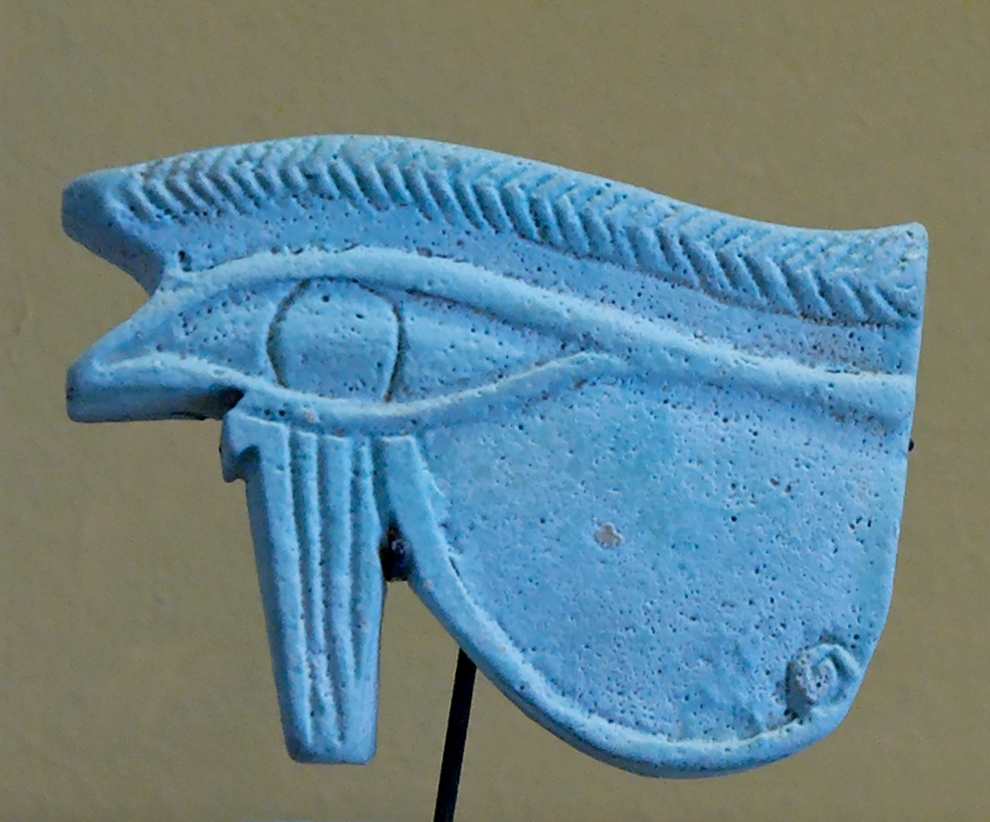
Aardewerken Wedjat amulet in het Louvre, ca. 500–300 BCE
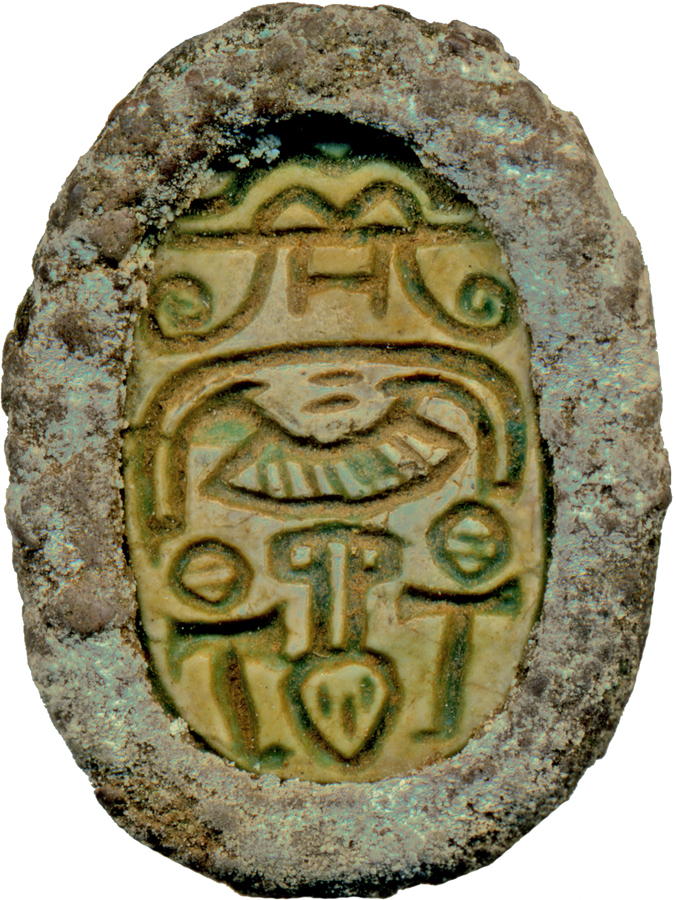
Scarabee. The Walters Art Museum
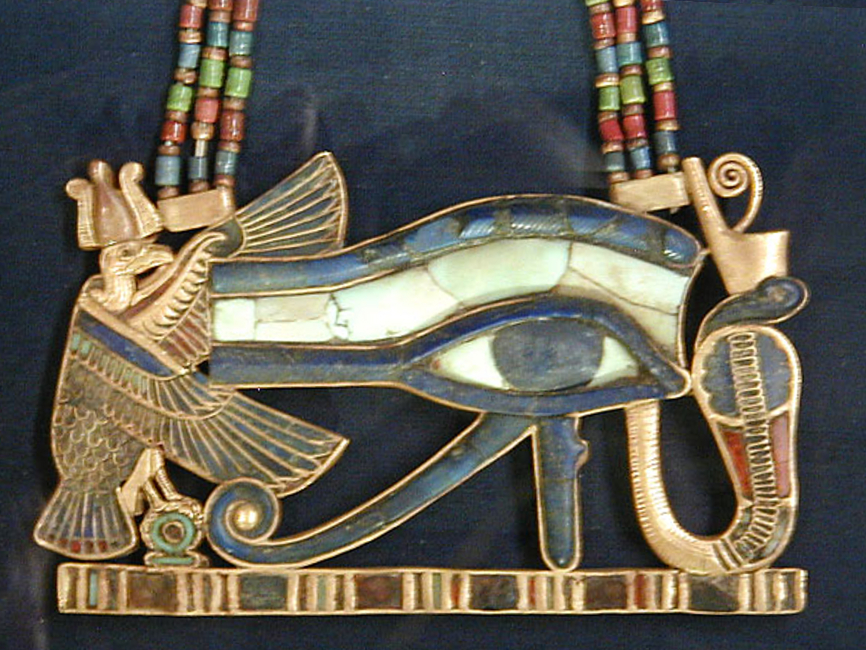
Het oog van Horus of Wedjat in een hanger